# Salon de l'emploi
Un salon de l'emploi, salon de recrutement (ou foire de l'emploi au Québec) est un lieu de rencontre entre employeurs et chercheurs d'emplois, qu'ils soient jeunes diplômés ou chômeurs.
Au XXIe siècle, les salons de l’emploi peuvent être en ligne,.